# Panathīnaïkos Athlītikos Omilos 1977-1978
Questa voce raccoglie le informazioni riguardanti il Panathīnaïkos Athlītikos Omilos nelle competizioni ufficiali della stagione 1977-1978.

## Maglie e sponsor
Le divise tornano di colore verde, con bordi bianchi sulla maglia e sui calzettoni.
| Manica sinistra · Manica sinistra · Maglietta · Maglietta · Manica destra · Manica destra · Pantaloncini · Calzettoni · Calzettoni |

## Rosa
| N. |                       | Ruolo | Calciatore                  |
| -- | --------------------- | ----- | --------------------------- |
|    | Grecia (bandiera)     | P     | Alexiou                     |
|    | Grecia (bandiera)     | P     | Vasilīs Kōnstantinou        |
|    | Grecia (bandiera)     | P     | Nestor                      |
|    | Grecia (bandiera)     | P     | Nikos Vallianos             |
|    | Grecia (bandiera)     | P     | Kōstas Antōniou             |
|    | Grecia (bandiera)     | D     | Mimis Demetriou             |
|    | Grecia (bandiera)     | P     | Demetriou II                |
|    | Grecia (bandiera)     | D     | Takis Eleftheriadis         |
|    | Grecia (bandiera)     | D     | Giorgos Gonios              |
|    | Grecia (bandiera)     | D     | Grammatikos                 |
|    | Grecia (bandiera)     | D     | Kaimasidis                  |
|    | Grecia (bandiera)     | D     | Anthimos Kapsīs             |
|    | Cipro (bandiera)      | D     | Dīmītrīs Kyzas              |
|    | Grecia (bandiera)     | D     | Stelios Stefanakis          |
|    | Jugoslavia (bandiera) | C     | Borivoje Đorđević           |
|    | Grecia (bandiera)     | C     | Dīmītrīs Domazos (capitano) |
|    | Grecia (bandiera)     | C     | Kostas Eleftherakis         |
|    | Grecia (bandiera)     | C     | Giannakopoulos              |

| N. |                      | Ruolo | Calciatore             |
| -- | -------------------- | ----- | ---------------------- |
|    | Grecia (bandiera)    | C     | Christos Giannakoulias |
|    | Grecia (bandiera)    | C     | Lakis Katsiakos        |
|    | Grecia (bandiera)    | C     | Ermis Kouropoulos      |
|    | Grecia (bandiera)    | C     | Spyros Livathīnos      |
|    | Grecia (bandiera)    | C     | Mbakolas               |
|    | Grecia (bandiera)    | C     | Chrīstos Terzanidīs    |
|    | Grecia (bandiera)    | C     | Theodorou              |
|    | Grecia (bandiera)    | C     | Trentos                |
|    | Grecia (bandiera)    | C     | Odisseas Vakalis       |
|    | Argentina (bandiera) | A     | Óscar Álvarez          |
|    | Grecia (bandiera)    | A     | Antōnīs Antōniadīs     |
|    | Grecia (bandiera)    | A     | Achilleas Aslanidis    |
|    | Grecia (bandiera)    | A     | Klis II                |
|    | Grecia (bandiera)    | A     | Krassonis              |
|    | Grecia (bandiera)    | A     | Takis Papadimitriou    |
|    | Grecia (bandiera)    | A     | Kostas Vallidis        |
|    | Grecia (bandiera)    | A     | Mbabis Yfantidis       |

## Calciomercato
| Acquisti | Acquisti            | Acquisti          | Acquisti |
| R.       | Nome                | da                | Modalità |
| -------- | ------------------- | ----------------- | -------- |
| C        | Lakis Katsiakos     | Trikala           |          |
| C        | Chrīstos Terzanidīs | PAOK              |          |
| A        | Kostas Vallidis     | Atromītos         |          |
| A        | Mbabis Yfantidis    | Apollonas Athinas |          |

| Cessioni | Cessioni        | Cessioni        | Cessioni |
| R.       | Nome            | a               | Modalità |
| -------- | --------------- | --------------- | -------- |
| D        | Dimitris Kostos | Kastoria        |          |
| C        | Giorgos Rokidis | Apollōn Smyrnīs |          |

## Risultati

### Coppa dei Campioni
| Floriana 14 settembre 1977 Sedicesimi di finale - Andata   | Floriana  | 1 – 1 referto | Panathīnaïkos |  |
| \| \| \| \| \| Xuereb 16’ \| Marcatori \| 26’ Aslanidis \| |           |               |               |  |
|                                                            |           |               |               |  |
| Xuereb 16’                                                 | Marcatori | 26’ Aslanidis |               |  |

| Atene 28 settembre 1977 Sedicesimi di finale - Ritorno                              | Panathīnaïkos | 4 – 0 referto | Floriana | Apostolos Nikolaidis |
| \| \| \| \| \| Álvarez 24’ Antoniadis 35’ (rig.), 40’ Gonios 85’ \| Marcatori \| \| |               |               |          |                      |
|                                                                                     |               |               |          |                      |
| Álvarez 24’ Antoniadis 35’ (rig.), 40’ Gonios 85’                                   | Marcatori     |               |          |                      |

| Bruges 19 ottobre 1977 Ottavi di finale - Andata              | Club Bruges | 2 – 0 referto | Panathīnaïkos | Jan Breydelstadion |
| \| \| \| \| \| Davies 24’ (rig.) Cools 72’ \| Marcatori \| \| |             |               |               |                    |
|                                                               |             |               |               |                    |
| Davies 24’ (rig.) Cools 72’                                   | Marcatori   |               |               |                    |

| Atene 2 novembre 1977 Ottavi di finale - Ritorno | Panathīnaïkos | 1 – 0 referto | Club Bruges | Apostolos Nikolaidis |
| \| \| \| \| \| Gonios 82’ \| Marcatori \| \|     |               |               |             |                      |
|                                                  |               |               |             |                      |
| Gonios 82’                                       | Marcatori     |               |             |                      |

## Statistiche

### Statistiche dei giocatori
| Giocatore      | Alpha Ethniki | Alpha Ethniki |
| Giocatore      | Presenze      | Reti          |
| -------------- | ------------- | ------------- |
| Antoniadis     | 3             | 4             |
| Alexiou        | 1             | -?            |
| Álvarez        | 28            | 18            |
| Antoniou       | 1             | 0             |
| Aslanidis      | 29            | 15            |
| Demetriou      | 16            | 0             |
| Demetriou II   | 1             | 0             |
| Domazos        | 5             | 0             |
| Ðorđević       | 2             | 0             |
| Eleftheriadis  | 22            | 3             |
| Eleftherakis   | 18            | 3             |
| Giannakopoulos | 1             | 0             |
| Giannakoulias  | 25            | 4             |
| Gonios         | 23            | 1             |
| Grammatikos    | 1             | 0             |
| Kaimasidis     | 1             | 0             |
| Kapsis         | 20            | 0             |
| Katsiakos      | 25            | 3             |
| Kizas          | 25            | 0             |
| Klis II        | 1             | 0             |
| Kouropoulos    | 1             | 0             |
| Kostantinou    | 28            | -?            |
| Krassonis      | 1             | 0             |
| Livathinos     | 27            | 3             |
| Mbakolas       | 1             | 0             |
| Nestor         | 1             | -?            |
| Papadimitriou  | 18            | 1             |
| Stefanakis     | 23            | 0             |
| Terzanidis     | 28            | 3             |
| Theodorou      | 1             | 0             |
| Trentos        | 1             | 0             |
| Vakalis        | 25            | 2             |
| Vallianos      | 8             | -?            |
| Vallidis       | 12            | 1             |
| Yfantidis      | 8             | 1             |